# 洛拉省
洛拉省是西非國家畿內亞的33個省之一，位於該國東南部，由恩澤雷科雷大區負責管轄，首府設於洛拉，北臨貝拉省，東接科特迪瓦，南毗利比里亞，西鄰恩澤雷科雷省，面積3,940平方公里，人口約124,000。